# 崇運寺
崇運寺（そううんじ）は、愛知県西尾市一色町佐久島西側5にある浄土宗西山深草派の寺院。境内は佐久島西港近くの高台にある。住職が居住する佐久島唯一の寺院であり、阿弥陀寺などは無住である。

## 歴史
建久3年（1192年）、後鳥羽上皇の第7皇子である覚快法親王によって建立されたと伝わる。
室町時代の大永年間（1521年 - 1528年）に浄土宗に改宗した。
慶長5年（1600年）6月20日、会津の上杉景勝を攻めるために大坂城を出陣した徳川家康は佐久島を訪れた。この際には崇運寺に泊まったとされる。江戸時代には境内で寺子屋も行われた。

## 文化
日没時には住職が毎日晩鐘を打ち、その音色は「佐久島八景」のひとつに数えられている。毎年8月15日には盆踊り「ヤートセ」が行われる。佐久島弘法巡りの第88番札所である。

## 境内
- 本堂
- 鐘楼
- 「ガリバーの目」 - 2003年に木村崇人によって製作された現代アート[3]。

## 文化財

### 市指定史跡
- 山の神塚古墳
  - 一色町佐久島白浜9。1977年（昭和52年）12月7日指定。崇運寺が所有者である。古墳時代後期に建造された全長約12mの円墳[4]。佐久島に確認されている46の古墳のうち、最も状態が良好な古墳である[4]。南西側に開口部があり、両袖式の横穴式石室を持つ[4]。副葬品の須恵器などは弁天サロンに展示されている[4]。

## 現地情報
所在地
- 444-0416 愛知県西尾市一色町佐久島西側5

アクセス
- 佐久島西港から徒歩2分